# Ядерна енергетика Нідерландів
Єдиним комерційним ядерним реактором Нідерландів є атомна електростанція Борселе, яка почала працювати в 1973 році і станом на 2011 рік виробляє 485 МВт і близько 4% електроенергії в країні.
Старіша атомна електростанція Додевард була випробувальним реактором, який пізніше був підключений до національної мережі, але був закритий у 1997 році. Дослідницький реактор потужністю 2 МВт розташований у Делфті як частина фізичного факультету Делфтського технологічного університету. Цей реактор не призначений для забезпечення енергією, а використовується як джерело нейтронів і позитронів для досліджень.

## Історія
Дослідники в Нідерландах почали вивчати ядерну енергетику в 1930-х роках і розпочали будівництво дослідницького реактора в Додеварді в 1955 році. Мета дослідників полягала в тому, щоб до 1962 року запровадити технологію ядерної енергії та зменшити потребу у викопному паливі. У 1968 році до енергомережі було підключено пробний ядерний реактор. Цей підрозділ було закрито в 1997 році.
У 1994 році парламент Нідерландів проголосував за поступову відмову від ядерної енергетики після обговорення поводження з ядерними відходами. У 1997 році електростанцію в Додевард було закрито, і уряд планував припинити дію ліцензії на експлуатацію Борселе у 2003 році. У 2003 році, коли новий уряд прийшов до влади, зупинку було перенесено на 2013 рік. У 2006 році уряд вирішив, що Борселе залишатиметься відкритою до 2034 року, якщо вона відповідатиме найвищим стандартам безпеки. Власники, Essent і Delta, інвестують 500 мільйонів євро в сталу енергетику разом з державними грошима, які, як стверджує уряд, в іншому випадку мали б бути виплачені власникам станції як компенсація.[джерело?]
Після виборів 2010 року новий уряд був відкритий для розширення ядерної енергетики. Обидві компанії, які спільно володіють Борселе, пропонують будувати нові реактори.
У січні 2012 року Delta оголосила про відкладення будь-якого рішення про початок будівництва другої АЕС.
У листопаді 2018 року більшість голландського парламенту підтримала будівництво нових АЕС.
У грудні 2021 року четвертий кабінет Рютте заявив, що хоче підготуватися до будівництва двох нових атомних електростанцій, щоб зменшити викиди CO2 і досягти цілей Європейського Союзу щодо боротьби зі зміною клімату. Частиною цієї підготовки є запуск техніко-економічного обґрунтування, яке розглядає переваги та недоліки використання ядерної енергії для боротьби зі зміною клімату.
У грудні 2022 року четвертий кабінет Рютте визначив існуючу АЕС Борселе, як бажане місце для двох нових реакторів. Він також закликав провести техніко-економічне обґрунтування продовження роботи існуючої станції Борселе після 2033 року.
У 2023 році уряд Нідерландів оголосив про значне розширення своєї ядерної енергетичної програми, запропонувавши побудувати принаймні чотири великі ядерні реактори до 2040 року, що значно перевищує початкову мету про два реактори. Щоб підтримати це, фінансування буде збільшено більш ніж втричі з 4,5 мільярдів євро до 14 мільярдів євро. Тендерний процес планується розпочати до середини 2025 року для вибору технології для перших двох великих реакторів, потенційно залучаючи великих світових постачальників, таких як EDF, Korea Hydro & Nuclear Power і Westinghouse. Крім того, існуюча АЕС Борселе була призначена для двох нових реакторів, які планується завершити до 2035 року, і план включає розгляд додаткових атомних станцій, таких як невеликі модульні реактори, для підвищення енергетичної незалежності та стійкості країни.

## Перелік реакторів
| Назва    | Блок №. | Реактор | Реактор | Статус      | Чиста потужність (MW) | Початок будівництва | Комерційне використання | Закриття        |
| Назва    | Блок №. | Тип     | Модель  | Статус      | Чиста потужність (MW) | Початок будівництва | Комерційне використання | Закриття        |
| -------- | ------- | ------- | ------- | ----------- | --------------------- | ------------------- | ----------------------- | --------------- |
| Борселе  | 1       | PWR     | KWU     | Функціонує  | 482                   | 1 липня 1969        | 26 жовтня 1973          | ( 2033)         |
| Борселе  | 2       | PWR     | ?       | Заплановано |                       |                     |                         |                 |
| Борселе  | 3       | PWR     | ?       | Заплановано |                       |                     |                         |                 |
| Додевард | 1       | BWR     | BWR-2   | Відключений | 55                    | 1 травня 1965       | 26 березня 1969         | 26 березня 1997 |

## Ядерні відходи
У 1970-х роках голландці обрали політику, яка вимагала переробки всього відпрацьованого ядерного палива. У 1984 році уряд вирішив створити довгострокове (100 років) сховище для всіх середньо- та низькоактивних радіоактивних відходів і дослідницькі стратегії для остаточного захоронення. У вересні 2003 року Центральна організація з радіоактивних відходів створила тимчасове сховище високоактивних відходів.

## Громадська думка
У листопаді 2019 року опитування громадської думки показало, що 61% голландських виборців виступають за будівництво нових атомних електростанцій у Нідерландах із помітною розбіжністю між правими та лівими виборцями.

## Зовнішні посилання
- Nuclear Power in the Netherlands // World Nuclear Association
- Work to expand Dutch enrichment plant begins